# Ornithogalum lithopsoides
Ornithogalum lithopsoides är en sparrisväxtart som beskrevs av Van Jaarsv. Ornithogalum lithopsoides ingår i släktet stjärnlökar, och familjen sparrisväxter. Inga underarter finns listade i Catalogue of Life.